# 路易六世·亨利·德·波旁-孔代

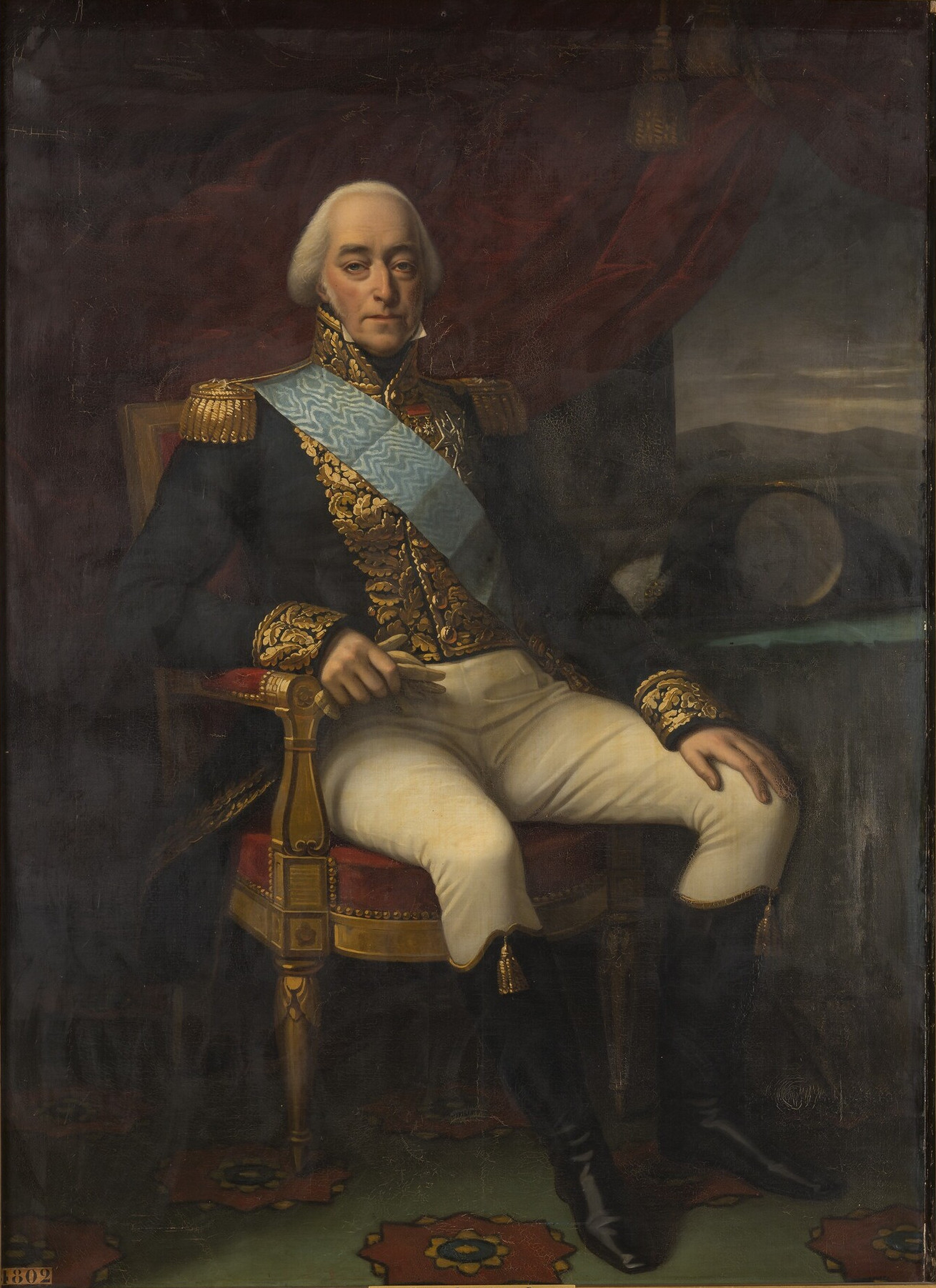
路易六世·亨利·德·波旁 (孔代亲王)

路易六世·亨利·约瑟夫·德·波旁（法語：Louis VI Henri Joseph de Bourbon-Condé，1756年4月13日—1830年8月30日），最后一代波旁-孔代家族出身的孔代親王（1818年-1830年）。

## 生平
他是上任孔代親王路易五世的獨子，和路易十六同輩。孔代家族是波旁王室的旁支，在受封為親王之前，他以昂吉安公爵、波旁公爵為人所知。1818年承襲為親王後，他的敬稱成為殿下。
1770年，路易六世和遠房表姐奧爾良的芭希爾德結婚，她是未來法國君王路易-菲利普一世的姑母。1772年兩人生下儿子路易·安托万·亨利·德·波旁，但兩人的婚姻並不愉快，因此1780年兩人离婚，而路易不曾再娶。1804年法国保皇黨刺殺拿破崙失敗，拿破崙下令派兵出境到德國，綁架路易十六可能的繼承人路易·安托万；後者在文森城堡被以叛國的名義處死，沒有後嗣。他的死亡震驚了歐洲王室，促進反法同盟的形成。
1815年波旁復辟後路易六世回到巴黎，並在1818年將一位在皮卡迪利街相識的女子蘇菲亞·竇伊許配給一位宮廷侍衛；當時親王宣稱她是他的女兒，但是其實她是路易的情婦。兩人在1827年離婚，而蘇菲亞被路易十八逐出宮廷。蘇菲亞因此接近路易-菲利普一世，讓蘇菲亞得以重返宮廷，並讓路易-菲利普五子奧馬勒公爵亨利·德·奧爾良（同時是路易六世的教子）繼承老而無嗣的路易六世的財產。
路易試圖擺脫支配他的情婦。1830年他獲知七月革命的消息，蘇菲亞很快投靠了奧爾良陣營；不久，親王被發現死在房內，看似被吊死了，然而雙腳仍然著地。蘇菲亞有嫌疑因此被審問，但是由於找不到被謀殺的證據，此案不了了之，路易的死因推定為自殺。孔代家族在他死后绝嗣，他的領地及財產被年僅八歲的亨利·德·奧爾良繼承。